# Tchkalovskaïa (métro de Saint-Pétersbourg)
Pour les articles homonymes, voir Tchkalovskaïa.
Tchkalovskaïa  (en russe : Чка́ловская) est une station de la ligne 5 du Métro de Saint-Pétersbourg. Elle est située dans le raïon de Petrograd, à Saint-Pétersbourg en Russie.
Mise en service en 1999, elle fait partie d'une section de la ligne 4 transférée à la ligne 5 en 2009, elle est depuis desservie par les rames circulants sur cette ligne.

## Situation sur le réseau

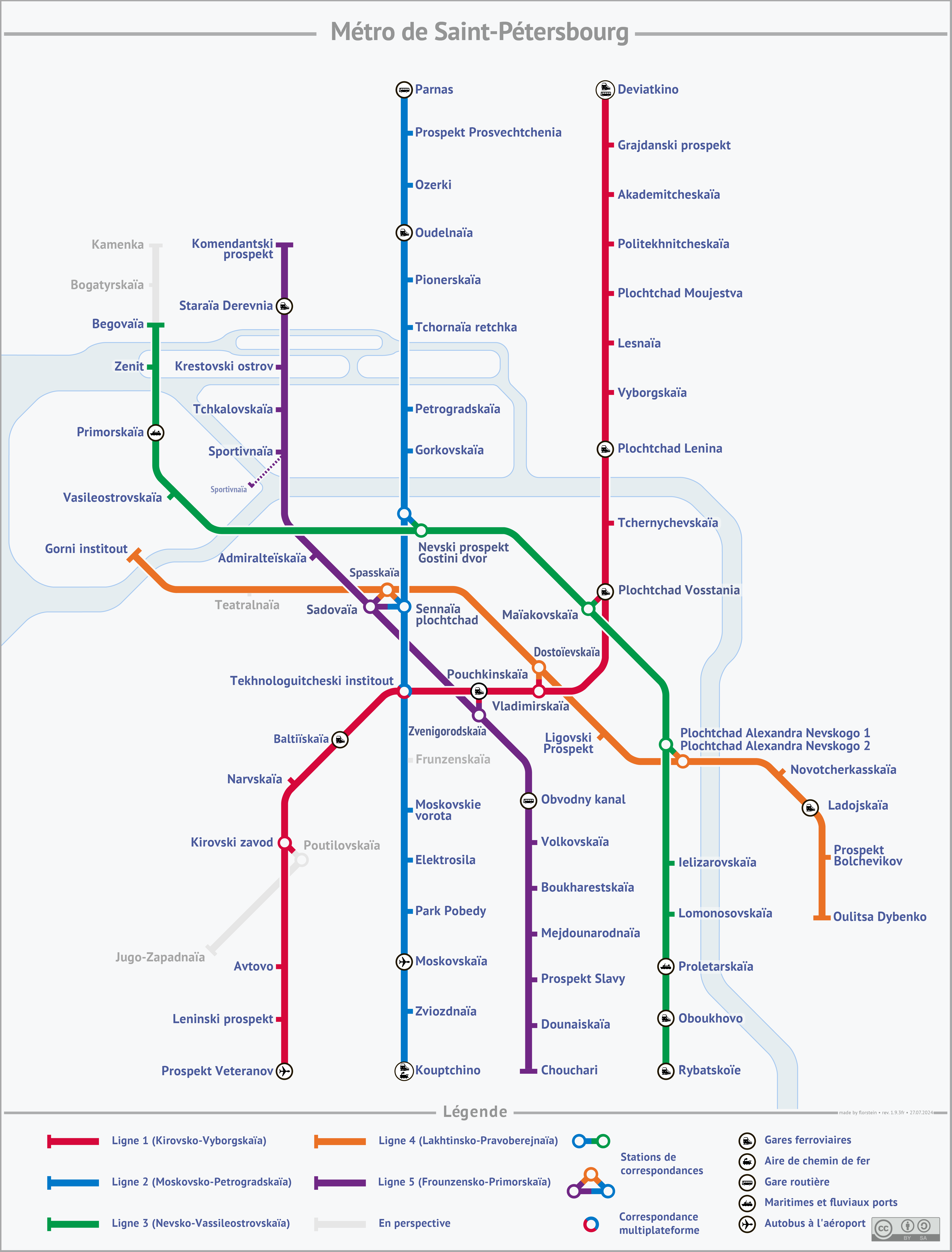
Plan du métro.

Établie en souterrain, à 60 mètres de profondeur, Tchkalovskaïa est une station de passage de la ligne 5, du métro de Saint-Pétersbourg. Elle est située entre la station Krestovski ostrov, en direction du terminus nord Komendantski prospekt, et la station Sportivnaïa, en direction du terminus sud Chouchary.
La station dispose d'un quai central encadré par les deux voies de la ligne. 

## Histoire
La station Krestovski ostrov est mise en service le 15 septembre 1997, lors de l'ouverture à l'exploitation de la section de  Sadovaïa à Tchkalovskaïa de la ligne 4.
Elle est intégrée à la ligne 5 le 7 mars 2005, lors du transfert de la section de Sadovaïa  à Komendantski prospekt pour la création de cette ligne.

## Services aux voyageurs

### Accès et accueil
Elle dispose, en surface, d'un pavillon d'accès, en relation avec le nord du quai par un tunnel en pente équipéde trois escaliers mécaniques.

### Desserte
Tchkalovskaïa est desservie par les rames de la ligne 5 du métro de Saint-Pétersbourg.

Installations et desserte
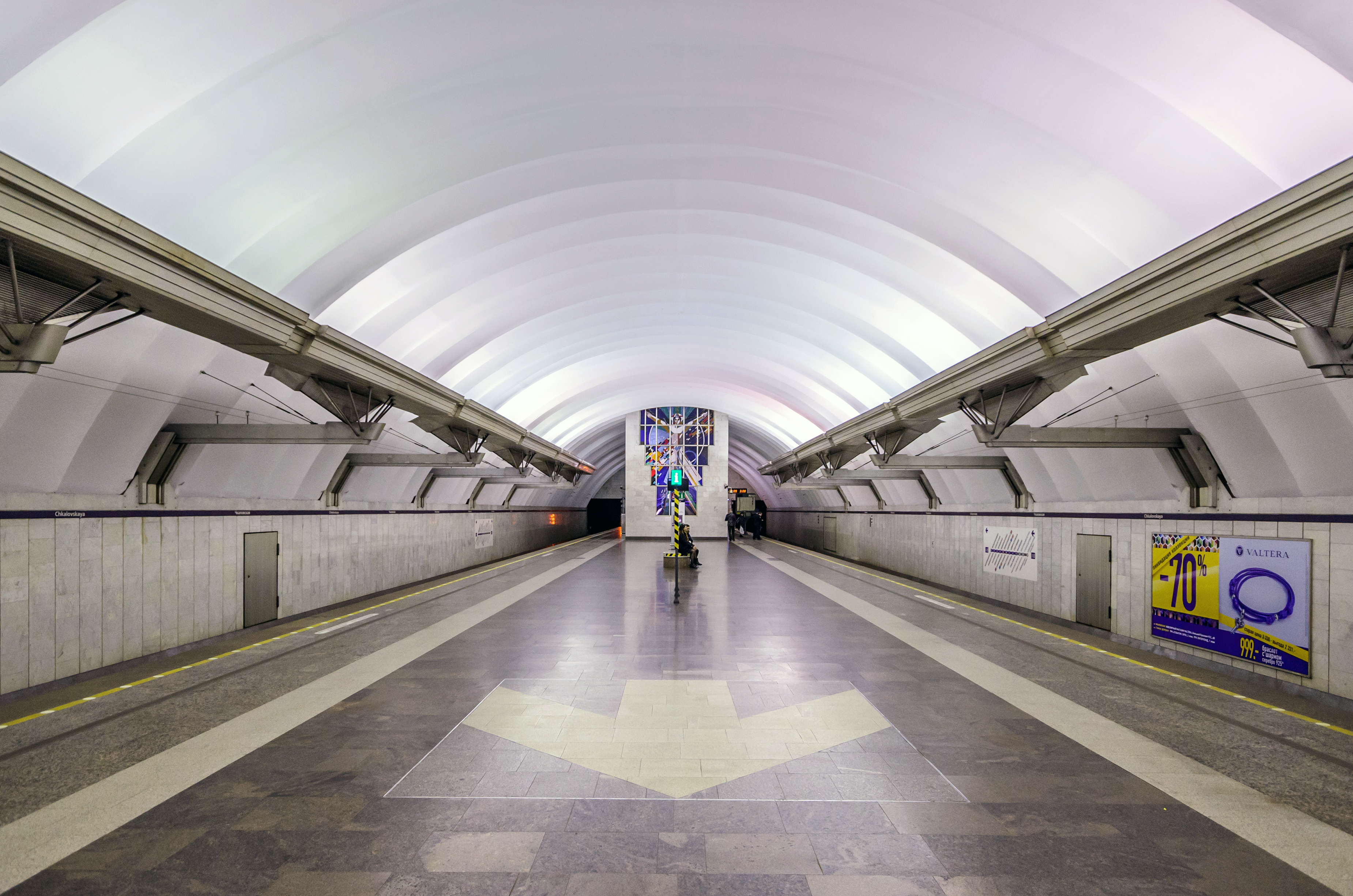
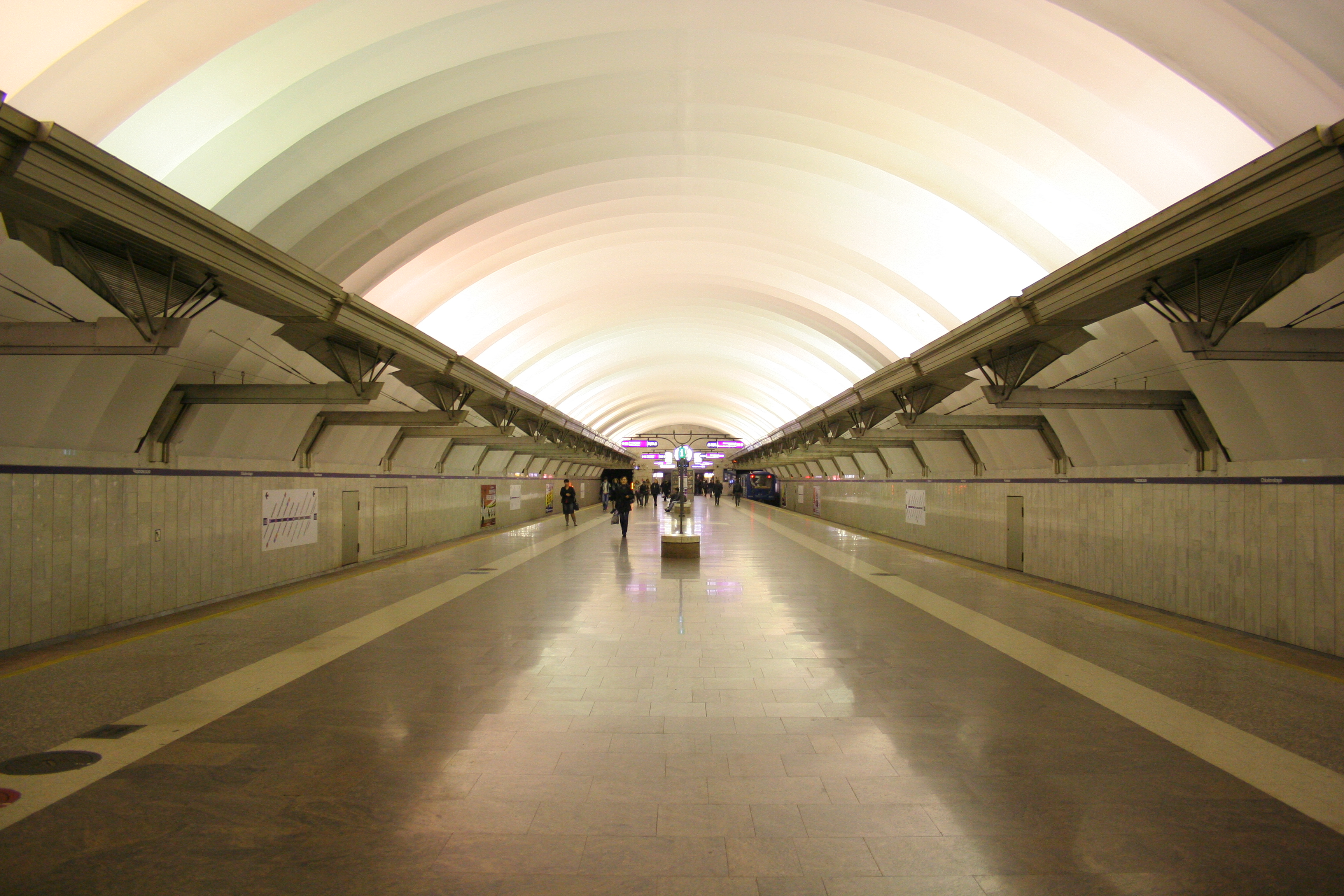
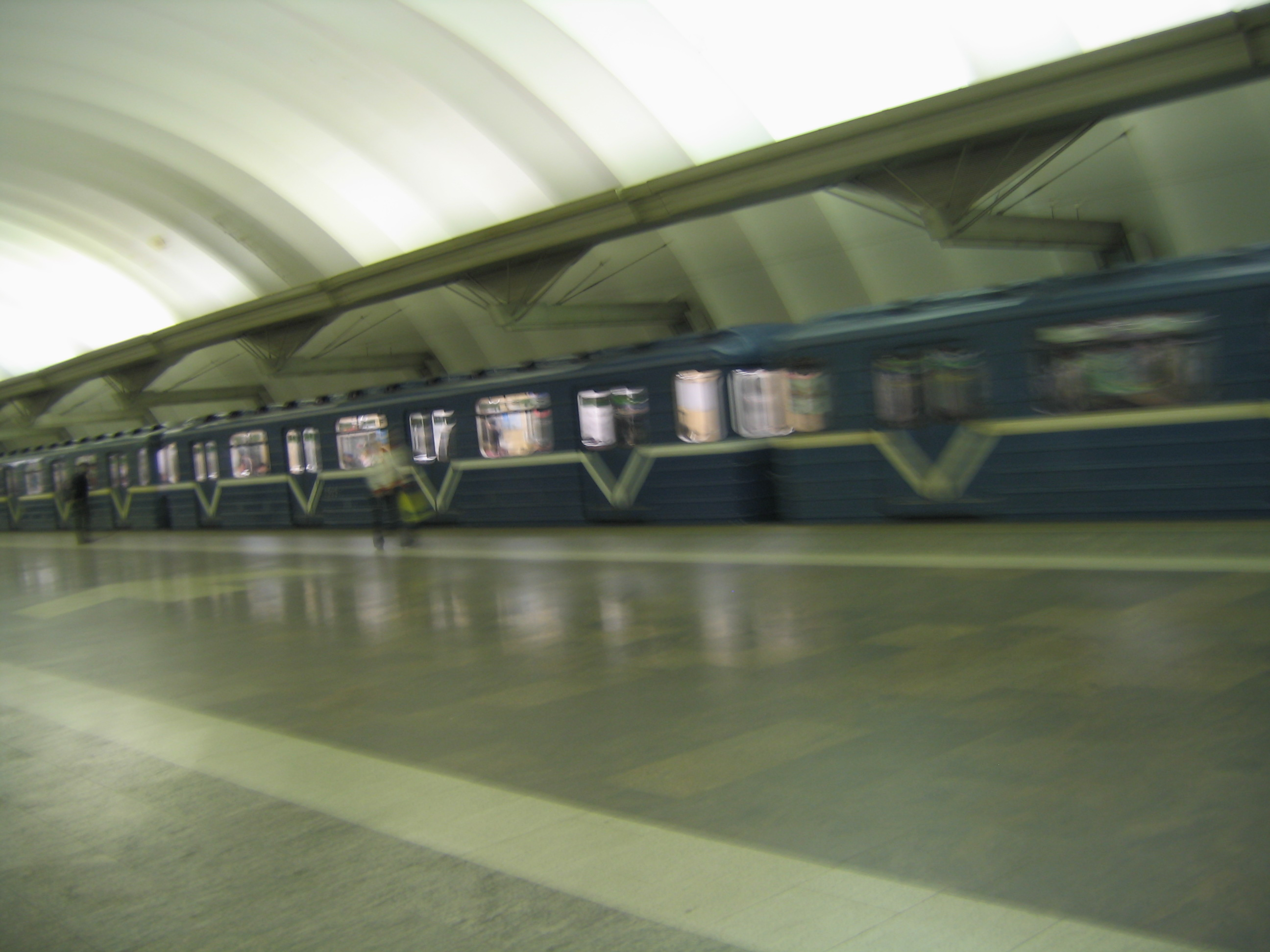

### Intermodalité
Des arrêts de bus sont desservis par plusieurs lignes.